# Trysilfjellet (skicenter)
Trysilfjellet skicenter er et skianlæg på Trysilfjellet i Trysil. Det er Norges største skianlæg med 69 pister, 78 km-er løjper og 32 lifter. Det højeste punkt med lift ligger på 1095 moh, og faldhøjden er 685 meter. Anlægget er familievenligt med bakker fra grøn til sort og 2 parker med hop. Der er også et omfattende langrendnetværk rundt i skianlægget, på over 100 kilometer. Trysilfjellet er delt op imellem 4 forskellige områder. Skihytta, Høgegga, Turistsenteret og Høyfjelssenteret. Man kan dog nemt bevæge sig imellem alle 4 områder.

## Historie
Det hele startede i 1966, da brødrene Søgaard begyndte på udbygningen af hytter i Fageråsen(nordsiden). Fordi der under 2. Juledag i Sverige havde solgt godt, besluttede man sig for at åbne den første skilift. Den fik navnet "Familietrekket".
I 1976 åbnede et nyt skicenter på sydsiden af Trysilfjellet, "Trysilfjellskisenter". Rivaliseringen mellem Nord og Sørsiden var nu i gang. Dette betød at man på denne tid skulle tid have to liftkort for at kunne køre på begge sider. Efter flere år med rivalisering sejrede fornuften dog, og begge sider slog sig sammen for at danne et samlet skicenter i 1988, "Trysilfjellet Skisenter". Siden 1991 har Trysilfjellet skicenter været norges største skicenter.
I 2005 blev skivirksomheden købt op af Skistar AS, der er et svensk børsnoteret selskab, som også ejer en række andre skianlæg i Norge, Sverige og Østrig.

## Eksterne links
- http://www.utmarkslaget.no/omrader
- http://www.trysil.com/no/gjore/sommer/
- https://www.ostlendingen.no/arkiv/blir-sjef-i-trysilfjellet-pa-ny/s/2-2.2757-1. 4481963
- https://www.ostlendingen.no/trysil-engerdal/trysil-engerdal/trysil-kommune-har-flere-hytter-enn-hus/s/2-2.2757-1. 8384178
- https://www.skistar.com/no/